# Broadalbin (villa)
Broadalbin es una villa ubicada en el condado de Fulton en el estado estadounidense de Nueva York. En el año 2000 tenía una población de 1,411 habitantes y una densidad poblacional de 538 personas por km².

## Geografía
Broadalbin se encuentra ubicada en las coordenadas 43°3′33″N 74°11′53″O / 43.05917, -74.19806.

## Demografía
Según la Oficina del Censo en 2000 los ingresos medios por hogar en la localidad eran de $35,664, y los ingresos medios por familia eran $40,956. Los hombres tenían unos ingresos medios de $31,618 frente a los $24,211 para las mujeres. La renta per cápita para la localidad era de $18,036.. Alrededor del 5.3% de la población estaban por debajo del umbral de pobreza.